# Халина Скибневска
Халѝна Скибнѐвска, с родово име Ѐренц (на полски: Halina Skibniewska) и полска архитектка и урбанистка, професор във Варшавската политехника, депутат (1965 – 1985) и вицемаршал на Сейма на Полската народна република (1971 – 1985).

## Биография
Халина Еренц е родена на 10 януари 1921 година във Варшава, в семейството на Евелина (с родово име Кучовска) и Вацлав Еренц. През 1946 година започва работа като проектантка в архитектурното студио на Ромуалд Гут. Две години по късно завършва архитектура във Варшавската политехника и започва работа в Бюрото за възстановяване на столицата. В следващите години е ангажирана професионално в архитектурните студия ВСМ (1958 – 1965), ПБМ Центрум (1965 – 1975), БПН Инвестпроект (1975 – 1986). От 1971 година преподава във Варшавската политехника, като през 1975 година става професор.
По неин проект в периода 1958 – 1972 година във Варшава се изгражда квартала (ошедле) Сади Жилиборске. В следващите години са реализирани архитектурните и планове във варшавските квартали Садиба–Фоси (1972 – 1974), Волска (1965), Садиба–Бонифацего (1976), както и квартал Виногради (1963 – 1964) в Познан. Проектът и за квартал Шволежерув в столицата печели първа награда.
Характерно за нейните архитектурни проекти е използването на естественото озеленяване, натурални материали като тухли и дърво, както и вграждането на декоративни фрагменти от развалините на стари сгради.
През 1965 година навлиза в политиката, след като е избрана за безпартиен депутат в Сейма. В 1971 година става първата жена в полската парламентарна история, която заема поста вицемаршал на Сейма. В периода на военното положение в Полша (1981 – 1983) е член на синдиката „Солидарност“.